# 花岡麻里名
花岡麻里名（はなおか まりな 1990年-）は、神戸市出身の舞台女優、インストラクターである。

## 人物
小学生時代にバトントワリングの全国大会優勝実績を持つ。中学生時代に、高校の進路を決めるための一環として劇団四季の養成所にたまたま見学に行ったとき、ミュージカルと出会い、「キャッツを観劇して感動し、高卒後は劇団四季に入りたいと心に決めた」というが、母から「もっと広く外の世界を見なさい」というアドバイスを受け、宝塚北高等学校を卒業後、神戸女学院大学に入学、音楽学部音楽学科・舞踏専攻でコンテンポラリーダンスを学ぶ。
その間も数多くの舞台のオーディションに合格し、劇団四季への入団が正劇団員ではなく、研修生としての打診だったことに快諾できずにいた。しかし、神戸大学の教授からの助言で同大学院の試験を受け、「高齢者の心と体の健康促進の研究をするのも面白いかと思いました。母からの助言で、舞台以外についても模索していたこともあり、挑戦しようと決意しました」と、同大学院に進学、修了。
2013年、神戸ウェディングクィーン第3期生、2014年、ミス日本第46期生の「ミス海の日」を受賞。
その後はミュージカルを中心に舞台女優として活動する傍ら、振付師、ピラティス、バレエ、ダンスなどのインストラクターとしても活動し、滋賀県フィギュアスケート連盟からは国民体育大会強化クラスの特別講師を委嘱された。

## 関連人物
- 高垣七瀬 - 宝塚北高等学校・ミス日本（2021年度第53期生・ミススポーツ）でも後輩に当たる